# Mirni (Tijoretsk, Krasnodar)
Mirni (en ruso: Мирный) es un posiólok del raión de Tijoretsk del krai de Krasnodar, en Rusia. Está situado 15 km al noroeste de Tijoretsk y 135 km al nordeste de Krasnodar, la capital del krai. Tenía 536 habitantes en 2010
Pertenece al municipio Brátskoye.

## Transporte
Al oeste de la localidad pasa la carretera federal M29 Cáucaso.